# 휠체어 테니스
휠체어 테니스(wheelchair tennis)는 하반신에 장애가 있는 장애인들을 위한 테니스의 한 형태이다. 코트, 공, 라켓 및 스코어링 방식 등 전반적인 규칙은 일반 테니스와 동일하지만, 선수들이 특별히 고안된 휠체어를 사용하면서 공을 두 번까지 튀기는 것이 인정된다는 점이 다르다.
휠체어 테니스는 패럴림픽 공식 종목이며 그랜드 슬램 대회에도 별도의 부문이 존재한다. 경기 방식은 크게 남자와 여자, 4인 경기(Quads)로 나뉘며 각 경기 방식마다 단식과 복식이 있다. 4인 경기는 사지마비 장애인을 위한 경기 방식으로, 장애인 올림픽 등을 비롯한 일부 대회에서는 혼합 경기(Mixed)라고 불리기도 한다. 4인 경기에서는 선수들이 라켓을 테이프로 손에 고정시킨 채 전동 휠체어를 사용하여 경기를 한다.

## 역사
휠체어 테니스는 1976년 휠체어 테니스의 창시자와도 같은 존재인 브래드 파크스(Brad Parks)를 기리기 위해 시작되었다. 이후로 다른 장애인 스포츠와 마찬가지로 이것이 장애인들을 위한 치료 요법이라는 이미지를 벗기 위해 많은 노력이 기울여졌다.
휠체어 테니스는 처음 시작된 이후 매우 빠르게 퍼져 나가서 1988년 서울 올림픽 때는 장애인 올림픽 시범 종목으로 처음 도입되었다. 그리고 1992년 바르셀로나 올림픽에서는 올림픽 사상 최초로 정식 종목으로 도입되었다.

## 메이저 대회
휠체어 테니스 국제 대회는 NEC 휠체어 투어라는 이름으로 국제 테니스 연합(ITF)에 의해 운영된다. 휠체어 테니스에는 슈퍼 시리즈 (super series: SS)라고 불리는 4 개의 탑랭커 메이저 대회가 있으며, 이들은 각각 호주 오픈 (멜버른), 브리티시 오픈 (노팅엄), 재팬 오픈 (이즈카, 후쿠오카), 그리고 US 오픈 (샌디애고)이다. 또한 월드 팀 컵 국가 대항전이 존재하며, 연말에는 탑랭커 선수들만 출전하는 시즌 파이널 대회로서 NEC 휠체어 테니스 마스터스 대회 (단식) 및 카모치 복식 마스터스 대회 (Camozzi Doubles Masters tournaments)가 열린다. 여기에 더해 4대 그랜드 슬램 대회인 호주 오픈, 프랑스 오픈, 윔블던, US 오픈에 휠체어 테니스 부문이 있다. 장애인 올림픽에서도 정식 종목으로 경기가 이루어진다.

## 기타
휠체어 테니스계에서는 네덜란드가 전통적인 강국으로, 장애인 올림픽 및 그랜드 슬램 대회에서 많은 네덜란드 출신 선수들이 우승을 차지했다. 네덜란드 출신의 유명한 선수로는 로빈 아멜란 (Robin Ammerlaan)과 에스더 베르기에 (Esther Vergeer) 등이 있다.